# Sonido de San Francisco

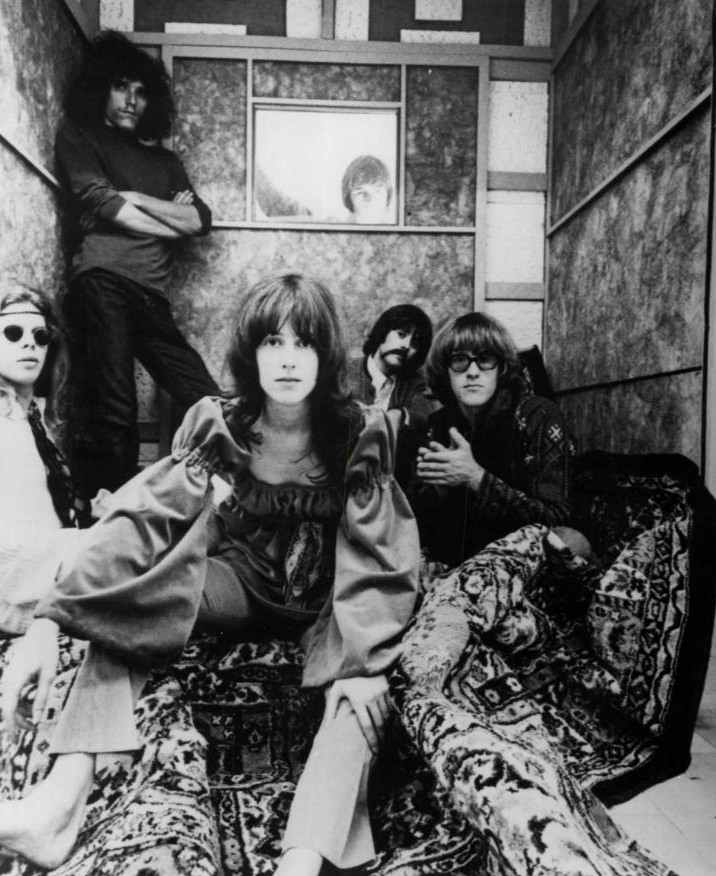
Jefferson Airplane, 1967.

El término Sonido de San Francisco (San Francisco Sound en inglés) se refiere a la música rock interpretada por agrupaciones con sede en la ciudad de San Francisco, California desde mediados de los años 1960 hasta principios de la década de 1970, de la que emergieron importantes agrupaciones como Jefferson Airplane, Grateful Dead, Santana, Moby Grape, Hot Tuna y Kozmic Blues Band.
El crítico y columnista de jazz Ralph J. Gleason, radicado en la Bahía de San Francisco, había establecido la primera revista (Jazz Information) dedicada al jazz, en 1939. Gleason estaba abierto a nuevos caminos. Admiraba la nueva escena musical de San Francisco a mediados de la década de 1960 y quería llamar la atención sobre ella. Según un locutor de un programa de televisión de Gleason: "En su columna de periódico, el señor Gleason fue el principal intérprete de los sonidos que salían de lo que él llamaba el "Liverpool de los Estados Unidos". Gleason cree que los grupos de rock de San Francisco hicieron una seria contribución a la historia musical". El primer diario serio de música rock, Crawdaddy, fue fundado en el este de Estados Unidos en 1966 por Paul Williams. Sin embargo, Ralph Gleason, poco después del Monterey Pop Festival, se convirtió en uno de los fundadores de lo que se convertiría en el diario de los fanáticos de la escena roquera del país, Rolling Stone.

## Artistas relacionados con el Sonido de San Francisco

### Artistas principales
- Grateful Dead
- Jefferson Airplane
- Jefferson Starship
- Quicksilver Messenger Service

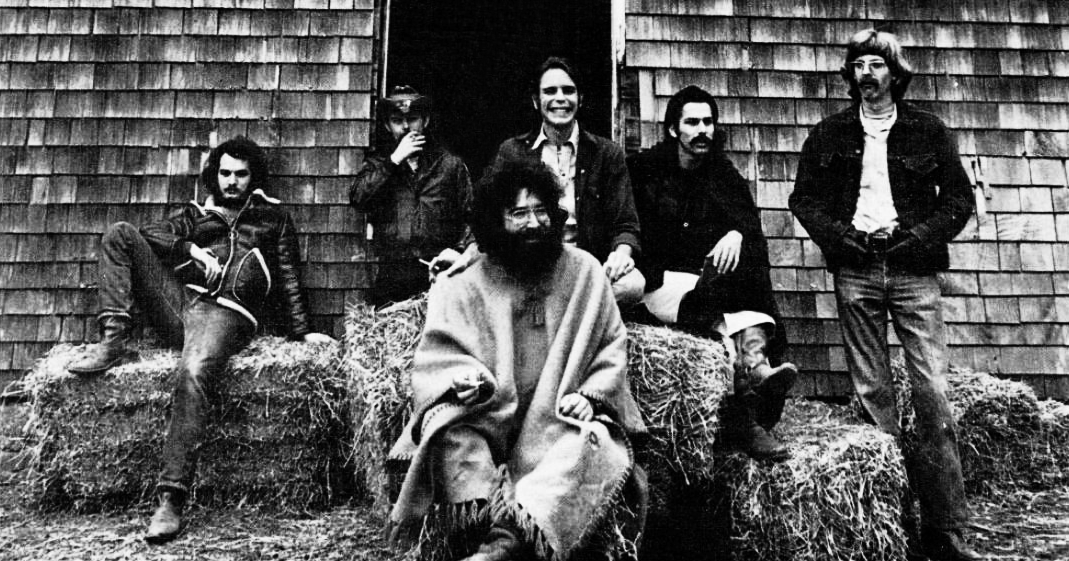
The Grateful Dead en 1970.

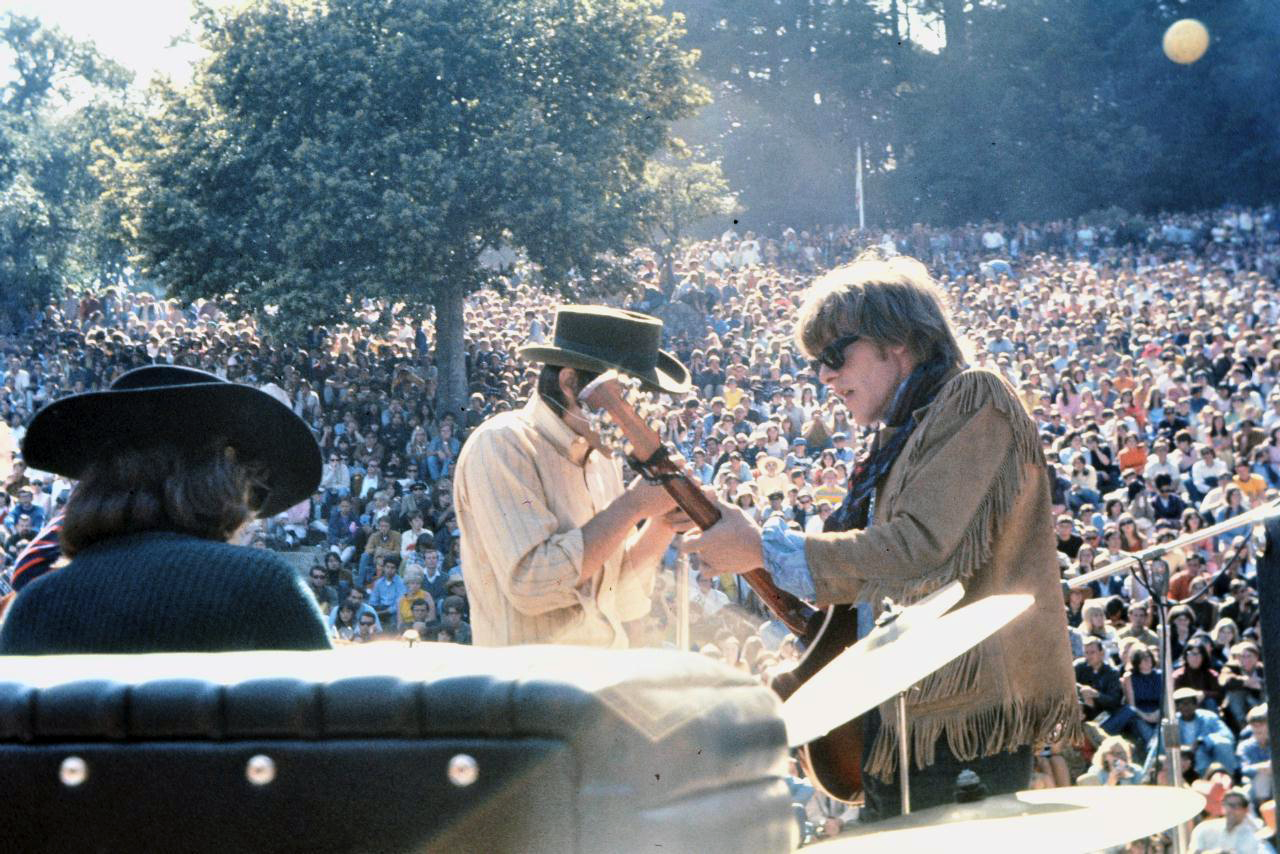
Miembros de Jefferson Airplane en 1967

- Big Brother and the Holding Company
- The Great Society
- Moby Grape
- It's A Beautiful Day
- Santana
- Sly and the Family Stone
- Hot Tuna
- Blue Cheer
- The Beau Brummels
- Malo
- Cold Blood
- Steve Miller Band
- Sons of Champlin
- The Steve Kimock Band
- Mother Earth
- New Riders of the Purple Sage
- Kozmic Blues Band
- Frumious Bandersnatch
- Sopwith Camel
- Tripsichord Music Box
- Flamin' Groovies
- We Five
- Joy of Cooking
- The Mojo Men
- Fifty Foot Hose
- The Ace of Cups
- Blackburn and Snow
- Butch Engle & the Styx
- The Mystery Trend
- Salvation
- The Wildflower
- The Final Solution
- Journey

### Artistas de otras ciudades asociados con el movimiento
- Neil Young - Canadá
- John Lennon - Reino Unido
- The Mamas & the Papas - Nueva York
- Scott Mckenzie - Florida
- Crosby, Stills, Nash & Young - California
- The Doors - Los Ángeles
- Incredible String Band - Reino Unido
- Buffy Sainte-Marie - Canadá
- Melanie Safka - Nueva York
- Joni Mitchell - Canadá
- Buffalo Springfield- Los Ángeles
- The Peanut Butter Conspiracy- Los Ángeles
- Tim Buckley - Washington, D.C
- Tim Hardin - Oregón
- Janis Joplin - Texas
- Jimi Hendrix - Seattle
- Love - Los Ángeles
- Arlo Guthrie - Nueva York
- Richie Havens - Nueva York
- Canned Heat - Los Ángeles
- The Byrds - Los Ángeles
- Bob Dylan - Minnesota
- The Youngbloods - Nueva York
- Jesse Colin Young - Nueva York
- The Animals - Reino Unido
- Randy Newman - Los Ángeles
- Albert Hammond - Reino Unido
- The Leaves - Valle de San Fernando
- The Seeds - Los Ángeles
- The Greg Kihn Band - Baltimore